# Maksym Malysjev
Maksym Vasyljovytsj Malysjev (Oekraïens: Максим Васильович Малишев; Donetsk, 24 december 1992) is een Oekraïens voetballer die bij voorkeur als defensieve middenvelder speelt. Hij staat onder contract bij Sjachtar Donetsk.

## Clubcarrière
Malysjev is geboren in Donetsk en afkomstig uit de jeugdopleiding van Sjachtar Donetsk. Hij maakte twaalf doelpunten in 49 competitiewedstrijden voor Sjachtar Donetsk III. In januari 2013 werd hij uitgeleend aan Zorja Loehansk. Hij debuteerde pas het seizoen erop, waarin hij tien competitieduels speelde. Tijdens het seizoen 2014/15 maakte de defensieve middenvelder drie doelpunten in zestien competitieduels voor Zorja Loehansk. In 2015 keerde hij terug bij Sjachtar Donetsk. Op 19 juli 2015 debuteerde Malysjev voor Sjachtar Donetsk op de openingsspeeldag van het seizoen 2015/16 tegen PFK Oleksandrija.

## Interlandcarrière
Malysjev kwam zesmaal uit voor Oekraïne –21, waarmee hij in 2015 deelnam aan het Europees kampioenschap voetbal voor spelers onder 21 jaar in Tsjechië. Malysjev debuteerde op 24 maart 2016 in het Oekraïens voetbalelftal tijdens een vriendschappelijke interland tegen Cyprus. Hij viel na de rust in voor Denys Harmasj.
| Interlands van Maksym Malysjev voor Oekraïne | Interlands van Maksym Malysjev voor Oekraïne | Interlands van Maksym Malysjev voor Oekraïne | Interlands van Maksym Malysjev voor Oekraïne | Interlands van Maksym Malysjev voor Oekraïne | Interlands van Maksym Malysjev voor Oekraïne |
| No.                                          | Datum                                        | Wedstrijd                                    | Uitslag                                      | Competitie                                   |                                              |
| Als speler bij FC Sjachtar Donetsk           | Als speler bij FC Sjachtar Donetsk           | Als speler bij FC Sjachtar Donetsk           | Als speler bij FC Sjachtar Donetsk           | Als speler bij FC Sjachtar Donetsk           | Als speler bij FC Sjachtar Donetsk           |
| -------------------------------------------- | -------------------------------------------- | -------------------------------------------- | -------------------------------------------- | -------------------------------------------- | -------------------------------------------- |
| 1.                                           | 24 maart 2016                                | Oekraïne – Cyprus                            | 1 – 0                                        | Vriendschappelijk                            |                                              |
| 2.                                           | 15 november 2016                             | Oekraïne – Servië                            | 2 – 0                                        | Vriendschappelijk                            |                                              |
| 3.                                           | 6 juni 2017                                  | Malta – Oekraïne                             | 1 – 0                                        | Vriendschappelijk                            |                                              |